# Indothele mala
Indothele mala is een spinnensoort uit de familie Dipluridae. De soort komt voor in India.